# 香港中國婦女會丘佐榮學校

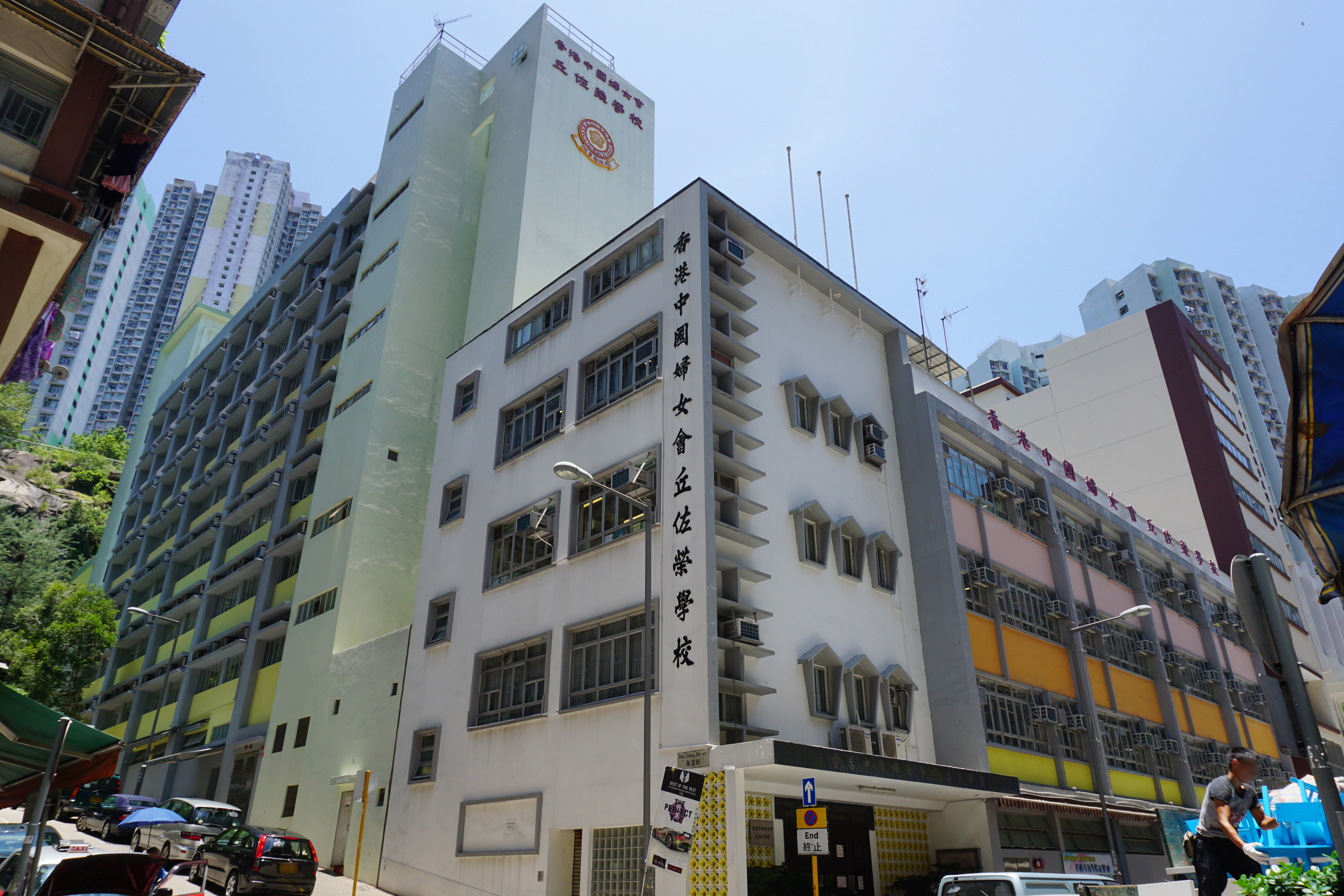
香港中國婦女會丘佐榮學校校舍外觀

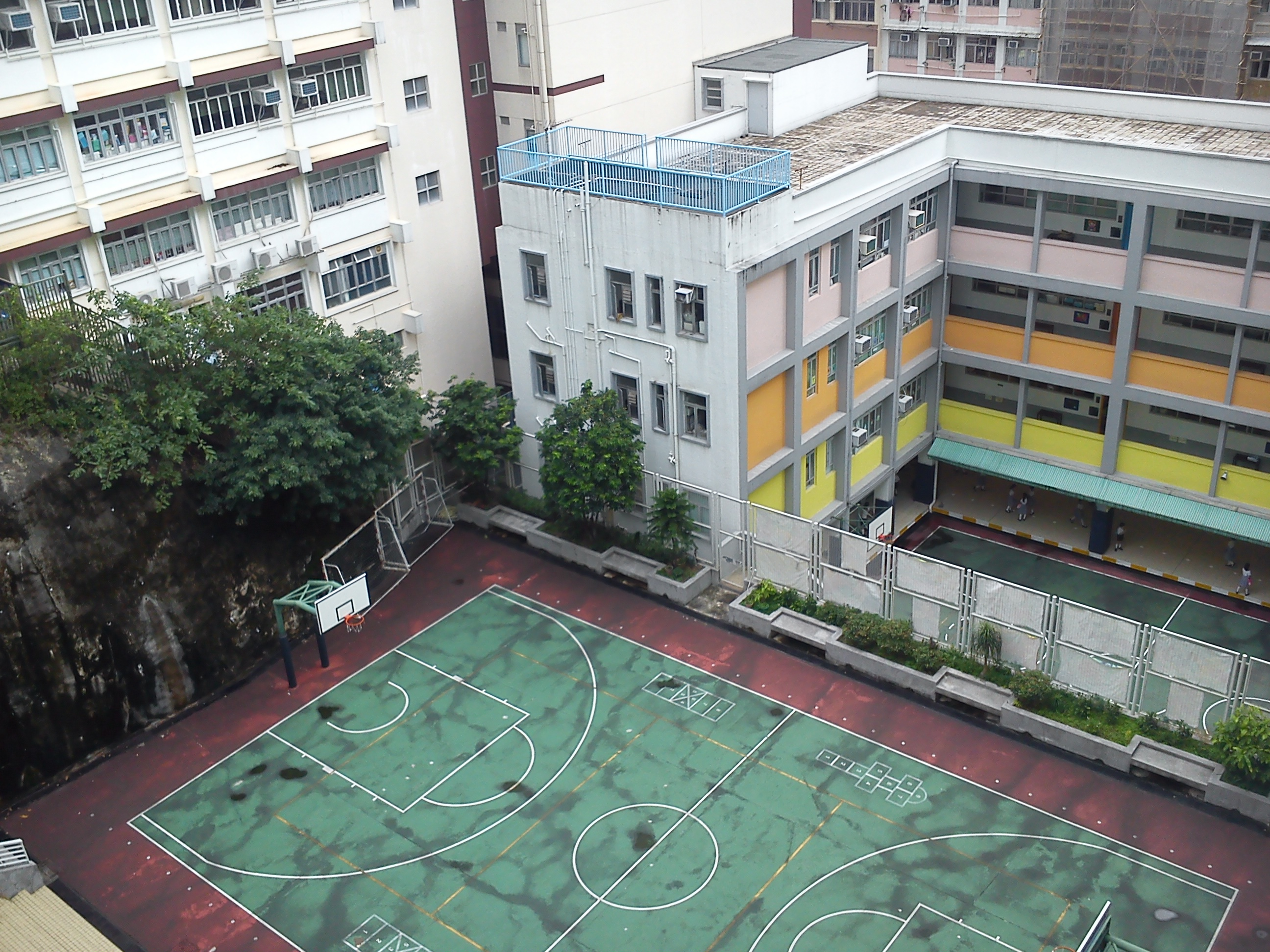
从該校7楼俯瞰內部

香港中國婦女會丘佐榮學校（英語：The Hong Kong Chinese Women's Club Hioe Tjo Yoeng Primary School）是一所創辦於1965年，以南洋慈善家丘佐榮命名，位於香港東區西灣河的津貼小學。於1999年9月1日改制為全日制小學。設一至六年級，現共30班。

## 校政管理

### 歷任校監
- 1965年至1968年：郭陳淑瑗 女士（郭贊夫人）[1][2]
- 1968年至1979年：胡吳昭文 女士[2]
- 1979年至2005年：陳陳佩璣 女士[2][3]
- 2005年至2008年：周熊仁寶 女士[2]
- 2008年至2011年：朱梁小玲 女士[2]
- 2011年至2014年：周梁麗芬 女士[2]
- 2014年至今：梁靳羽珊 女士[2]

### 歷任校長
日校
- 1965年至1966年：鄧劉碧蓮 女士[1][2]
- 1966年至1969年初：余國柱 先生[4][2]
- 1969年至1985年：陳家君 先生[2]
- 1986年至1996年：陳永生 先生[2]
- 1996年至2016年：陳桂芝 女士[2][3]
- 2016年至2022年：葉惠雯 女士[2]
- 2022年至今：鍾寶來 女士[2]

夜校
- 伍國衡 先生[1]

## 學校歷史
香港中國婦女會有鑑當年創辦的幾所學校規模小，發展情況未如理想，因此決定向政府申請撥地辦理一所獨立校舍。該會於1963年發起籌辦香港中國婦女會丘佐榮學校的計劃，獲丘佐榮伉儷捐款10萬元及鄧肇堅慨捐3萬元協助建校。此前，政府工務局於1962年11月撥出筲箕灣西灣河街1萬2000呎地皮，以供興建校舍。又補助香港中國婦女會43萬餘元及批出24萬元免息貸款完成建校工作。當時中國婦女會於1963年6月得到教育司唐露曉夫人授旗進行籌款活動，自行籌募餘下30萬元建築費。10月邀請港督柏立基夫人主持校舍莫基禮，郭贊夫人擔任建校委員會主席，另外7人包括香港中國婦女會前任會長何亮夫人、胡兆熾夫人、蔣法賢夫人、李樹培夫人、龍炳棠夫人、鄺百鑄夫人以及張鎮漢夫人則任委員會委員。為紀念丘佐榮伉儷捐出辦學善款和熱心教育，他們於是把學校定命為「香港中國婦女會丘佐榮學校」。
而該校校舍由則師鄺百鑄負責設計，樓高4層，建有禮堂、12個課室、校長室、教員室、公共活動室、木工室、家政室、運動場等設施。現時校舍已擴展8層，设有30间課室、中央圖書館、电脑室、活動室、禮堂（稱為「李曹秀群堂」，命名因由源於鄧肇堅為退休勞工處處長石智益伉儷解囊捐輸，以茲紀念）、四个操场、2個音樂室、多用途室、英语室、教员室及會議室。1965年，教育司署批准該校下午部為津貼小學，10月4日正式啟課，共設12班。該校於12月舉行開幕禮，由華民政務司麥道軻夫人主持儀式。同時開設夜校部，由蔣法賢夫人任校監。創校初年沒有上午校，學生於校舍正式建成之前獲安排借用東華三院李志雄紀念小學上課。
及至1966年9月，香港中國婦女會丘佐榮學校增辦上午部12班，上、下午部合共24班。1995年於大會堂舉行三十周年音樂晚會，演出音樂劇了「美女與野獸」。1998年5月，獲教育署撥款在校旁空地擴建校舍，1999年9月轉型為全日制小學。2015年在青年广场举行了五十周年校庆晚会。

## 校歌
德智體群　吾會所宗　創茲學校　用啟愚蒙
樹人樹木　化雨春風　依仁由義　正直持躬
敦品勵學　發奮為雄　毋甘居人後　毋故步自封
謹持孝悌　篤守信忠　作國家柱石　為民族先鋒

## 著名/傑出校友
- 安德尊（秦錦添，1971年小六）：香港著名男藝人[5]

- 孫明光：前香港男子組合小虎隊成員
- 少爺占：商業電台著名唱片騎師
- 余廣文（1973年小六）：香港華人會計師公會前會長、利安達劉歐陽（香港）會計師事務所合夥人[6]
- 陳榮峻（1968年小六上午校）：香港男演員[7][8]

## 外部連結
- 官方网站